# Zinaïda Serebriakova
Zinaïda Ievhénivna Serebriakova (de soltera Лансере, Lanseré; en ucraïnès, Зінаїда Євге́нівна Серебряко́ва, Zinaïda Ievhénivna Serebriakova; en rus, Зинаи́да Евге́ньевна Серебряко́ва, Zinaïda Ievguénievna Serebriakova; en francès, Zenaïde Serebriakova, o a vegades Zenaïde Lanceray-Serebriakoff; Neskutxnoie, 10 de desembre de 1884 - París, 19 de setembre de 1967) va ser una pintora ucraïnesa, soviètica i francesa.

## Biografia

### Vida familiar
Zinaïda Serebriakova va néixer al poblet de Neskutxné / Neskútxnoie, prop de Khàrkiv (ara Ucraïna independent), a l'imperi Rus, en una de les família més refinades i artístiques de l'imperi.
Va pertànyer a la penya artística de la família Benois. El seu avi, Nikolai Benois, va ser un famós arquitecte, president de la Societat d'Arquitectes i membre de l'Acadèmia Russa de les Ciències. El seu oncle, Aleksandr Benois, va ser un famós pintor, fundador del grup d'art Mir iskusstva. El seu pare, Ievgueni Aleksàndrovitx Lanseré, va ser un reconegut escultor i la seva mare, que era la germana d'Aleksandr Benois, va tenir un amor especial per al dibuix. Un dels germans de Zinaïda, Nikolai Lanseré, va ser un arquitecte de talent, i el seu altre germà, Ievgueni Ievguénievitx Lanseré, va tenir un lloc important en l'art ucraïnès, rus i soviètic com a mestre de la pintura monumental i de l'art gràfic.

### Joventut
El 1900 es va graduar a un gimnàs de les dones (equivalent a una escola primària o secundària) i va entrar a l'escola d'art fundada per la princesa Maria Ténixeva. Va estudiar sota la tutela d'Ilià Repin el 1901, i també sota les indicacions del retratista Ossip Braz entre 1903 i 1905. Entre 1902 i 1903 va passar un temps a Itàlia, i des del curs 1905-1906 va estudiar a l'Académie de la Grande Chaumière de París.
El 1905, Zinaïda Lanseré es va casar amb el seu cosí germà, Boris Serebriakov, el fill de la germana de Ievgueni, i va prendre el seu cognom. Serebriakov va passar a ser enginyer de ferrocarril.

### Feliços anys
Des de la seva joventut, Zinaïda Serebriakova s'esforçà per expressar el seu amor pel món i per mostrar la seva bellesa. Les seves primeres obres, Noia del país (1906, Museu Rus) i Hort en flor (1908, col·lecció privada), són eloqüents d'aquesta recerca, i de la seva aguda consciència de la bellesa de la terra russa i la seva gent.
El reconeixement del públic arriba amb un Autoretrat de Serebriakova (1909, Galeria Tretiakov), mostrat per primera vegada en una gran exposició organitzada per artistes de Rússia el 1910. L'autoretrat va ser seguit per Noia banyant-se (1911, Museu Rus), un retrat de Ievgueni Nikolaievitx Lansere(1911, col·lecció privada), i un retrat de la mare de l'artista Iekaterina Lanserai(1912, Museu Rus), obres ja madura i estrictes en la composició.
Es va incorporar al moviment Mir iskusstva el 1911, però es va destacar de la resta de membres del grup a causa de la seva preferència per temes populars i a causa de l'harmonia, la plasticitat i l'estesa de la naturalesa de les seves pintures.
Des de 1914 a 1917, Zinaïda Serebriakova estava en la seva plenitud. Durant aquests anys, va produir una sèrie de fotografies sobre el tema de la vida rural a l'imperi Rus, el treball dels pagesos i el camp, que va ser molt apreciat sentimentalment: Pagesos (1914-1915, Museu Rus), Noia pagesa dormida (col·lecció privada).
La més important d'aquestes obres va ser Blanquejant la roba (1917, Galeria Tretiakov). Les figures de les pageses, interpretades a la llum del cel, guanyen majestuositat de lucre i poder en virtut del baix horitzó.
Quan el 1916 Aleksandr Benois va rebre l'encàrrec de decorar l'estació Kazanski de Moscou, va convidar Ievgueni Lanseré, Boris Kustódiev, Mstislav Dobujinski i Zinaïda Serebriakova a ajudar-lo. Serebriakova va prendre el tema de l'Est: l'Índia, el Japó, Turquia i Siam es representen al·legòricament en la forma de dones boniques. Alhora, va començar a fer composicions sobre temes de la mitologia clàssica, però van quedar inacabades.

### Revolució
Amb l'esclat de la Revolució d'Octubre de 1917, Serebriakova estava en la seva finca de la família de Neskutxnoie, i de sobte la seva vida va canviar. El 1919 el seu espòs Boris va morir de tifus, contret a les presons bolxevics. Ella es va quedar sense cap font d'ingrés, responsable dels seus quatre fills i la seva mare malalta. Totes les reserves de Neskutxnoie havien estat saquejades i la família sofria de gana. Va haver de renunciar a la pintura a l'oli en favor de les tècniques menys costoses de carbó i llapis. Aquest va ser el moment de la seva pintura més tràgica, Castell de cartes, que representa als seus quatre fills orfes.
No volia canviar l'estil popular del futurisme en l'art de l'època soviètica primerenca, ni retrats de pintura de comissaris, però va trobar un treball en el Museu Arqueològic de Khàrkiv, on va fer dibuixos al llapis dels objectes exposats. El desembre de 1920 es va mudar a l'apartament del seu avi a Petrograd. Després de la Revolució d'Octubre, els habitants d'apartaments privats es van veure obligats a compartir-los amb els habitants addicionals, però ella es va allotjar amb artistes del Teatre d'Art de Moscou. Així, el treball de Serebriakova durant aquest període se centra en la vida teatral. També per aquesta època, la filla de Serebriakova, Tatiana, va entrar en l'acadèmia de ballet i Serebriakova va crear una sèrie de pastels al Teatre Mariïnski.

### París
La tardor de 1924 Serebriakova va ser a París, després d'haver rebut un encàrrec per a un mural decoratiu de gran grandària. En finalitzar aquest treball, tenia la intenció de tornar a la Unió Soviètica, on estaven la seva mare i els quatre nens. No obstant això, ella no va poder tornar, i encara que va ser capaç de dur els seus fills més joves, Aleksandr i Iekaterina, a París el 1926 i 1928, respectivament, no va poder fer el mateix amb els seus dos fills grans, Ievgueni i Tatiana, i no els va tornar a veure durant molts anys.
Després d'això, Zinaïda Serebriakova va viatjar molt. El 1928 i 1930 va visitar el Marroc. Estava fascinada pels paisatges del nord d'Àfrica i va pintar la serralada de l'Atles, així com les dones àrabs i els africans amb la seva roba ètnica. També va pintar un cicle dedicat als pescadors bretons. La característica excel·lent dels seus paisatges i retrats més tard és la pròpia personalitat de l'artista; el seu amor per la bellesa, ja sigui en la naturalesa o en les persones.
El 1947, al final Serebriakova va adoptar la ciutadania francesa, i no va ser fins al desglaç de Khrusxov que el govern soviètic li va permetre reprendre el contacte amb la seva família a la Unió Soviètica. El 1960, després de 36 anys de separació forçada, finalment se li va permetre visitar la seva filla gran, Tatiana. En aquest moment, Tatiana també va treballar com a artista, pintant les escenografies del Teatre d'Art de Moscou.
Les obres de Zinaïda Serebriakova es van exposar, finalment, a la Unió Soviètica el 1966, a Moscou, Leningrad i Kíev, amb gran èxit. Els seus àlbums es van vendre per milions de persones i es van situar a prop de les obres de Botticelli i Renoir. No obstant això, malgrat el fet que va enviar unes 200 obres per mostrar-les a la Unió Soviètica, la major part de la seva obra continua sent a França.
Zinaída Serebriakova va morir a París el 19 de setembre de 1967, a l'edat de 82 anys. Va ser enterrada a París, al cementiri rus de Sainte-Geneviève-des-Bois.